# Aquilifer

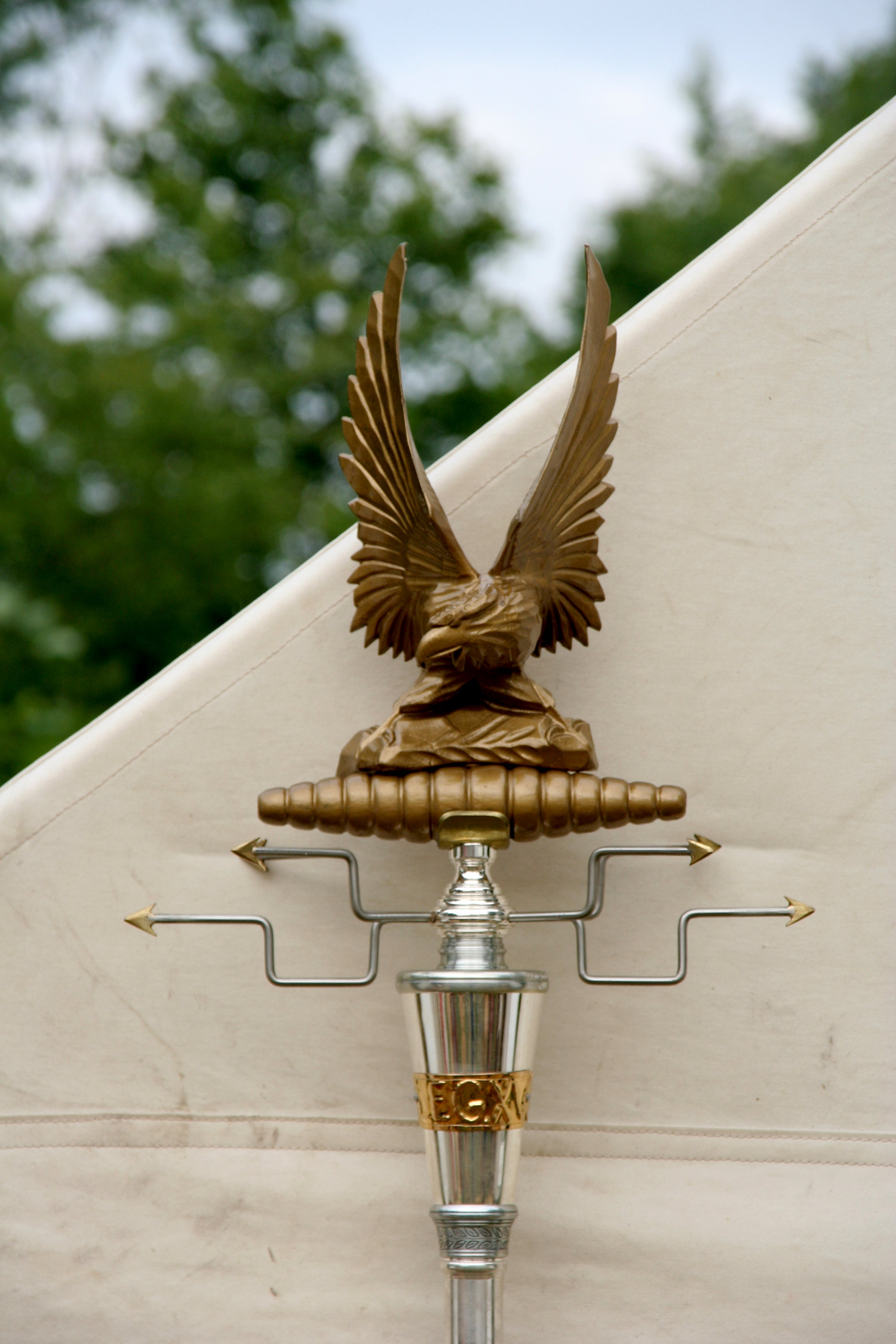
Biểu trưng đại bàng

Aquilifer là một quân nhân mang biểu trưng cấp cao, phụ trách việc giữ biểu trưng đại bàng (Aquilum) của một Quân đoàn La-mã. Tên gọi này xuất phát từ loại biểu trưng anh ta mang: "Aquila", tiếng La-tinh có nghĩa là "đại bàng". Đây là loại biểu trưng được sử dụng phổ biến từ năm 104 TCN. Trước đó, biểu tượng chó sói, lợn rừng, bò rừng và ngựa cũng được sử dụng. Biểu trưng Aquilum là tài sản quan trọng nhất của một quân đoàn, tượng trưng cho danh dự, lòng trung thành, vinh quang và truyền thống của họ. Việc đánh mất nó được coi là một sự ô nhục không thể chấp nhận được đối với toàn thể quân nhân Quân đoàn.
Đại bàng trên biểu trưng Aquilum về cơ bản đều theo một motif chung: là một bức tượng đại bàng dang rộng đôi cánh, được một vòng nguyệt quế bao quanh. Bức tượng được đặt trên một đế hình thang hẹp, đế này gắn với một cây gậy.
Vị trí của Aquilifer trong bậc thang chức vụ phù hợp với uy tín rất lớn của vai trò phải đảm nhiệm: ngay dưới centurio và trên optio, là quân nhân lương bậc 2. Không giống như quân nhân mang biểu trưng khác (như signifer), aquilifer có lẽ không mang bộ lông động vật trên mũ, thay vào đó họ để đầu trần (không có bằng chứng lịch sử cho thấy aquilifer mang mũ giáp hay bất cứ loại mũ mạo nào). Quân nhân này được mô tả là mang theo một tấm khiên tròn nhỏ gọi là parma. Có thể tấm khiên được đeo hẳn lên cánh tay trái vì anh ta vừa phải cầm kiếm chiến đấu (bên tay phải), vừa phải mang biểu trưng Aquilum bên tay trái.